# Pipara Pokhariya
Pipara Pokhariya – gaun wikas samiti w środkowej części Nepalu  w strefie Narajani w dystrykcie Rautahat. Według nepalskiego spisu powszechnego z 2001 roku liczył on 735 gospodarstw domowych i 4874 mieszkańców (2337 kobiet i 2537 mężczyzn).